# Esperanza Iris
Esperanza Iris (Villahermosa, Tabasco, 31 de março de 1888 - Cidade do México, 7 de novembro de 1962) foi uma cantora e atriz mexicana, que iniciou sua carreira na Compañía Infantil de Austri y Palacios, na peça "Las Compras del Carreón", obra em que atuou por cinco anos. No Brasil recebeu, mais tarde, os epítetos de Rainha da Opereta e Imperatriz da Graça.
Diversos teatros mexicanos são batizados em sua homenagem, como é o caso do Teatro de la Ciudad "Esperanza Iris", da capital daquele país, considerado patrimônio cultural da humanidade.